# Pic dels Estanys
El Pic dels Estanys és una muntanya de 2.956 metres que es troba entre els municipis d'Alins i de Lladorre, a la comarca del Pallars Sobirà.